# はやしお型潜水艦
はやしお型潜水艦 （はやしおがたせんすいかん、英語: Hayashio-class submarines）は海上自衛隊が運用していた通常動力型潜水艦。計画番号はS113。
昭和34年度計画で2隻が建造され、1962年に就役した。翌年度計画で建造された準同型艦であるなつしお型（35SS）とともに第1潜水隊を編成して活動したのち、1977年・1979年に相次いで除籍され、運用を終了した。

## 来歴
第二次世界大戦後の長い空白期間を経て、日本国内での潜水艦の建造を再開するにあたり、運用・建造技術の面から慎重な検討が重ねられた。水中兵器研究会では600トン型と1,000トン型の2案が俎上に乗せられていたが、「性能が同程度ならば技術的に船体の大きい方が建造が容易である」との判断から、昭和31年度計画では、わずかに大型化して1,100トン級となった「おやしお」が建造され、国産第1号艦となった。
艦型の優劣の比較のためには就役艦の使用実績をみることが望ましく、またコスト面からも、「おやしお」の採用時に、次はその比較対象となった600トン級潜水艦に近いものを建造する必要があると考えられていた。また当時、海外では、アメリカ海軍が局地防衛用の小型潜水艦（SSK）としてバラクーダ級（SSK-1）の整備を進めていたほか、フランスや西ドイツでも小型潜水艦の建造に力を入れていたが、これらは騒音が少なく、聴音能力に優れていた。
まず1958年1月、術科学校横須賀分校（田浦）の関戸好蜜1佐と海上幕僚監部技術部の緒明亮乍2佐が派米されて、小型潜水艦の調査が行われた。その調査結果を踏まえ、また標的艦として数を揃えることも急務であったことから、海上自衛隊として初めて、局地防衛用に対潜戦用潜水艦を建造することになった。これが本型であり、第1次防衛力整備計画に基づいて昭和34年度計画で2隻が建造された。

## 設計

### 船体
前型の「おやしお」（31SS）が部分複殻式を採用していたのに対し、本型では完全複殻式とされた。これは、小型の艦型ながら十分な予備浮力を確保できるようにとの配慮であり、また艦内スペース確保のため内殻は外フレーム式とされた。耐圧殻は前型と同じく、耐力30kgf/mm2の高張力鋼を素材としているが、防衛省規格 (NDS) の制定に伴いNS30と改称されている。
またジョイスティック・スタンド型操縦装置や、艦内の主要な管系を発令所で一元的に操作できるバラスト・コントロール・パネル・システム、マッシュルーム型アンカーなど、多くの新機軸が採用された。潜舵は艦首にあり、上方へと折りたたむことができる。
海中での運動性には優れる一方で、艦型が小型であるために、波の荒い日本近海では、とくに荒天下でのシュノーケルの運用には困難が伴い、また水上航行能力にも問題があった。居住性も劣悪であった。

### 機関
本型は水上・水中ともに速力を抑えた小型艦であり、原動機としては直列6気筒の三菱-スルザー6LDA25B中速ディーゼルエンジン（800 rpm、水上675馬力/シュノーケル運転610馬力）を搭載した。これは日本国有鉄道のディーゼル機関車に使用していた機関を潜水艦用に改正したものであった。
またディーゼル・エレクトリック方式のため、SG-2主発電機（450キロワット）とSM-2主電動機（水上450馬力/シュノーケル運転1,150馬力）各2基と、SCA-36W蓄電池240基（120基/群×2群）を搭載した。この蓄電池は日本電池と湯浅電池が開発した新しいタイプの水冷式蓄電池であり、1955年11月、技術研究所内に設置された「潜水艦主蓄電池研究委員会」での審査を経て、本型で装備化されたもので、水中高速力を目標とした要求性能を満たすものであった。

## 装備
測的性能向上のため、艦首に大型受波器を装備し、発音源となるものを極力後部に集め、防振間座を置くなど、種々の工夫が施され、騒音防止対策と聴音能力の向上が図られた。聴音機（パッシブ・ソナー）としては捜索用のJQO-4が艦首上部に、精測用のJQO-3がセイル基部に配置された。また攻撃用の探信儀（アクティブ・ソナー）としてはJQS-2が艦底に配された。ただし小型であるため、潜望鏡は56式3型10メートル潜望鏡1本のみの搭載であり、運用上の制約となった。
主兵装としては、3連装の試製58式533mm魚雷発射管HU-301が艦首に配置された。これは海上自衛隊として初めて水圧発射式を採用したことにより、静粛化と魚雷発射深度の増大を可能とし、対潜戦能力を向上させた。ただし3基の発射管に対して水圧発生筒が1本しかないため、魚雷の同時発射は2本までに止められ、全門発射はできなかった。また本型では、TDC（Target Data Computer）として試製56式魚雷発射指揮装置も搭載した。
魚雷は試製54式魚雷が用いられ、搭載数は9本であった。

## 同型艦
| 艦番号 | 艦名     | 建造                  | 起工                       | 進水                        | 竣工                        | 除籍                        |
| ------ | -------- | --------------------- | -------------------------- | --------------------------- | --------------------------- | --------------------------- |
| SS-521 | はやしお | 三菱重工業 神戸造船所 | 1960年 （昭和35年） 6月6日 | 1961年 （昭和36年） 7月31日 | 1962年 （昭和37年） 6月30日 | 1977年 （昭和52年） 7月25日 |
| SS-522 | わかしお | 川崎重工業 神戸工場   | 1960年 （昭和35年） 6月7日 | 1961年 （昭和36年） 8月28日 | 1962年 （昭和37年） 8月17日 | 1979年 （昭和54年） 3月23日 |